# Щучье (Мишкинский район)
Щучье — деревня в Мишкинском районе Курганской области. До преобразования в конце 2021 года муниципального района в муниципальный округ входила в состав Восходского сельсовета.
Находится на берегу озера Щучье. Дорога грунтовая.
В деревне находится полуразрушенная церковь Илии Пророка.

## История
До 1917 года входила в состав Карасинской волости Челябинского уезда Оренбургской губернии. По данным на 1926 год село Щучье состояло из 268 хозяйств. В административном отношении являлось центром Щучинского сельсовета Мишкинского района Челябинского округа Уральской области.

## Население
| 2002 | 2010 |
| ---- | ---- |
| 3    | ↘1   |

По данным переписи 1926 года в селе проживало 1094 человека (477 мужчин и 617 женщин), в том числе: русские составляли 100 % населения.